# Wolfram Meinert
Wolfram Meinert (* 20. Januar 1947; † 27. Juni 2016) war ein deutscher Fußballspieler. Mit der BSG Stahl Riesa spielte er zwischen 1968 und 1980 in der DDR-Oberliga, der höchsten Spielklasse im DDR-Fußball. Meinert war Junioren-Nationalspieler.

## Sportliche Laufbahn
Im Alter von sieben Jahren wurde Wolfram Meinert 1954 in die Kindermannschaft der Betriebssportgemeinschaft (BSG) Stahl Riesa aufgenommen. 1964 gehörte er zum Kader der DDR-Juniorennationalmannschaft und wurde am 12. November im Juniorenländerspiel Rumänien – DDR (3:0) als Stürmer eingesetzt. In der Saison 1965/66 wirkte er zum ersten Mal im Punktspielbetrieb der 1. Männermannschaft von Stahl Riesa mit, die zu dieser Zeit in der zweitklassigen DDR-Liga spielte. In den 30 Punktspielen kam Meinert in sieben Partien zum Einsatz, es gelang ihm dabei ein Tor. Mit 20 Punktspieleinsätzen und drei Toren gehörte er 1966/67 bereits zum Spielerstamm der Riesaer. Vom Mai 1967 bis Oktober 1968 musste er seinen Wehrdienst in der Nationalen Volksarmee ableisten. Dabei konnte er bei der Armeesportgemeinschaft Vorwärts Löbau in der Bezirksliga weiter Fußball spielen. Im November 1968 kehrte Meinert zu Stahl Riesa zurück. Die BSG Stahl war inzwischen in die DDR-Oberliga aufgestiegen, und bis zum Saisonende konnte Meinert seine ersten dreizehn Erstligaspiele absolvieren. Bis 1972 konnte sich Stahl Riesa in der Oberliga behaupten, und Meinert hatte in allen Spielzeiten einen Stammplatz als Stürmer sicher. In den Spielzeiten 1969/70 bis 1971/72 bestritt er 74 der 78 ausgetragenen Oberligaspiele. 1972 musste Riesa aus der Oberliga absteigen, stieg aber nach der Saison 1972/73 sofort wieder auf. Meinert war am Aufstieg maßgeblich beteiligt, er bestritt alle 22 DDR-Liga-Spiele und alle acht Begegnungen in der Aufstiegsrunde und erzielte insgesamt zwölf Tore. In den folgenden beiden Oberligaserien erlitt Meinerts Laufbahn einen Rückschlag. 1973/74 fiel er nach dem 19. Spieltag für längere Zeit aus und wurde erst am 9. Spieltag der Saison 1974/75 wieder in der Oberligamannschaft eingesetzt. Danach kehrte er für zwei Jahre wieder in die Stammelf zurück. Als Torjäger konnte er sich besonders in der Saison 1975/76 mit sieben Toren in 25 Oberligaspielen auszeichnen. 1977 stieg Meinert mit Stahl Riesa erneut aus der Oberliga ab. Von den 22 DDR-Liga-Spielen konnte er nur dreizehn Begegnungen absolvieren und kam nur zu zwei Treffern. Wieder kehrte Riesa umgehend in die Oberliga zurück, wobei Meinert in allen acht Aufstiegsspielen mitwirkte und zwei Tore zum Wiederaufstieg beisteuerte. Anschließend bestritt er seine beiden letzten Oberligaspielzeiten, in denen er, nun als Abwehrspieler eingesetzt, insgesamt nur vier Punktspiele versäumte, aber noch einmal neun Tore erzielte. Nach der Saison 1979/80 verabschiedete er sich vom Leistungssport und konnte innerhalb von vierzehn Spielzeiten zwischen 1965 und 1980 auf 214 Oberligaeinsätze mit 30 Toren und auf 67 DDR-Liga-Spiele mit 13 Toren zurückblicken. Als Freizeitkicker war er anschließend noch bei der viertklassigen Bezirksklassenmannschaft der TSG Elsterwerda aktiv, mit der er 1981 in die Bezirksliga aufstieg.